# Zaidín

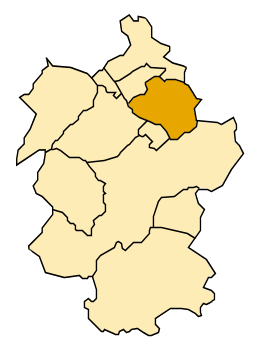
Zaidín na mapie comarki Zinca Baxa

Zaidín (kat. Saidí) – gmina w Hiszpanii, w Aragonii, w prowincji Huesca, w comarce Bajo Cinca.
Powierzchnia gminy wynosi 92,55 km². Zgodnie z danymi INE, w 2005 roku liczba ludności wynosiła 1721, a gęstość zaludnienia 18,59 osób/km². Wysokość bezwzględna gminy równa jest 155 metrów. Współrzędne geograficzne gminy to 41°36'18"N, 0°15'54"E. Kod pocztowy do gminy to 22530.
15 sierpnia i 17 stycznia w gminie odbywają się regionalne fiesty.

## Demografia
| 1991 | 1996 | 2001 | 2004 | 2005 |
| ---- | ---- | ---- | ---- | ---- |
| 1756 | 1698 | 1672 | 1721 | 1721 |